# Zhong Hongyan
Zhong Hongyan (Tongxiang, 29 de noviembre de 1978) es una deportista china que compitió en piragüismo en la modalidad de aguas tranquilas. Ganó dos medallas en el Campeonato Mundial de Piragüismo en los años 2002 y 2006.
Participó en dos Juegos Olímpicos de Verano en los años 2004 y 2008, su mejor actuación fue un cuarto puesto logrado en Atenas 2004 en la prueba de K2 500 m.

## Palmarés internacional
| Campeonato Mundial | Campeonato Mundial | Campeonato Mundial | Campeonato Mundial |
| Año                | Lugar              | Medalla            | Evento             |
| ------------------ | ------------------ | ------------------ | ------------------ |
| 2002               | Sevilla (España)   | Medalla de plata   | K4 1000 m          |
| 2006               | Szeged (Hungría)   | Medalla de bronce  | K1 500 m           |